# 1986 en football
Cet article présente les faits marquants de l'année 1986 en football, dont l'événement majeur est la victoire de l'Argentine à la Coupe du monde.

## Janvier
- 18 janvier : Championnat de France : au Stade Louis-II, l'AS Monaco s'impose 9-0 sur les Girondins de Bordeaux. Bernard Genghini inscrit 4 buts.
- 25 janvier, Coupe de France, 32es de finale : très grosse surprise avec l'AS Évry, club de DHR (Division d'honneur régionale), qui élimine le Sporting Toulon Var (D1). Le score est de 1 à 0.

## Février
- 26 février : Alors qu'il joue depuis peu au FC Bruges, l'attaquant français Jean-Pierre Papin est sélectionné pour la première fois en équipe de France pour un match amical contre l'Irlande du Nord.

## Mars
- 8 mars, Championnat d'Espagne : à Santiago Bernabéu, le Real Madrid s'impose sur le score de 3-1 face au FC Barcelone.
- 21 mars : l'Égypte remporte la Coupe d'Afrique des Nations (CAN) en battant le Cameroun en finale aux tirs au but. C'est la troisième "CAN" remportée par les joueurs égyptiens. La Côte d'Ivoire se classe 3e en battant le Maroc.
  - Article détaillé : Coupe d'Afrique des nations 1986
- 22 mars : Don Howe est limogé de son poste d'entraîneur d'Arsenal. Steve Burtenshaw assure l'intérim.

## Avril
- 25 avril, Championnat de France : le Paris Saint-Germain de Luis Fernandez est sacré champion de France 1985-1986 avec 4 points d'avance sur le FC Nantes et 7 sur les Girondins de Bordeaux.
  - Article détaillé : Championnat de France de football 1985-1986
- 30 avril : les Girondins de Bordeaux remportent la Coupe de France en s'imposant face à l'Olympique de Marseille sur le score de 2-1 après prolongation. C'est la deuxième Coupe de France remportée par les Girondins.

## Mai
- 2 mai : le Dynamo Kiev remporte la Coupe des coupes face à l'Atlético de Madrid (3-0). C'est la deuxième Coupe des coupes remportée par le Dynamo Kiev.
  - Article détaillé : Coupe d'Europe des vainqueurs de coupe 1985-1986
- 6 mai : le Real Madrid remporte la Coupe de l'UEFA face au FC Cologne malgré sa défaite au match retour sur le score de 2 buts à 0. À l'aller, les Madrilènes avaient en effet assurés l'essentiel en écrasant 5 buts à 1 l'équipe allemande. Il s'agit de la deuxième Coupe de l'UEFA remportée par le Real, qui conserve ici son titre acquis en 1985.
- 7 mai : le Steaua Bucarest remporte la Ligue des Champions face au FC Barcelone aux tirs au but après un score nul et vierge au terme du temps règlementaire. Il s'agit de la première Coupe des clubs champions européens gagnée par un club roumain.
- 14 mai : George Graham prend le poste d'entraîneur d'Arsenal.
- 28 mai : Le RFC Liège remporte sa seule Coupe de la Ligue Pro.
- 31 mai : début de la Coupe du monde de football qui se déroule au Mexique. En match d'ouverture, l'Italie, tenante du titre, réalise un match nul (1-1) face à la Bulgarie.
  - Article détaillé : Coupe du monde de football 1986

## Juin
- 27 juin : Création de l'ESTAC, club de football français.

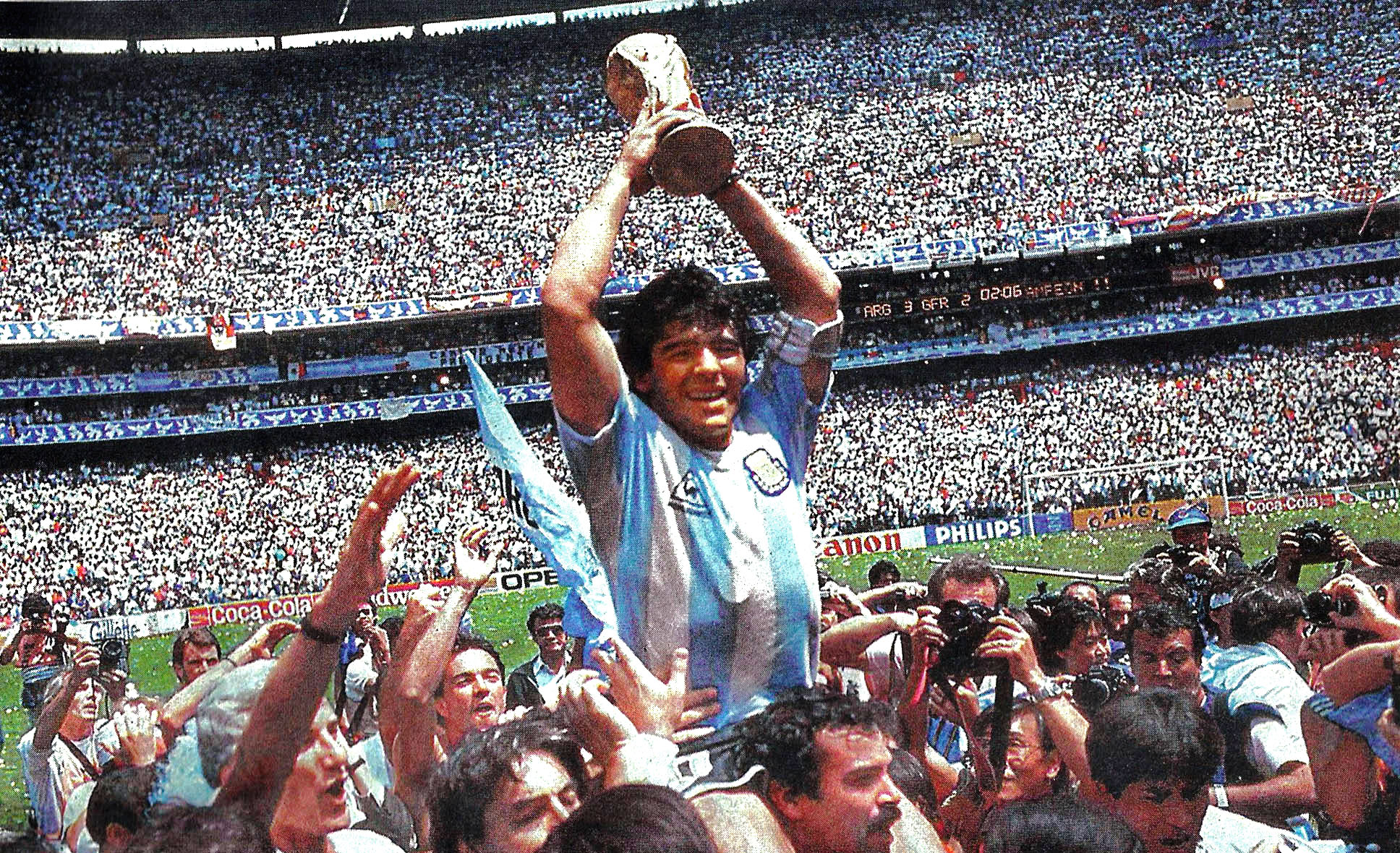
Diego Maradona portant la Coupe du monde, au Stade Azteca de Mexico.

- 29 juin : la 13e édition de la Coupe du monde de football s'achève sur une victoire de l'Argentine, emmenée de main de maître par Diego Maradona. Après une superbe prestation contre l'Italie, suivie d'un match d'anthologie contre les Brésiliens, les Bleus trébuchent sur l'avant-dernière marche contre la RFA, tout comme en 1982.
  - Article détaillé : Coupe du monde de football 1986

## Juillet
- Série A : la Juventus est sacrée championne d'Italie pour la 22e fois de son histoire, emmenée par le grand Michel Platini.
- Premiership : le Liverpool Football Club est champion d'Angleterre.
- Liga : le Real Madrid remporte le titre de champion d'Espagne. Il s'ensuivra quatre autres les quatre années suivantes pour le Real.

## Août
- 19-26 août : La quatrième édition du Mundialito est organisée en Italie. La victoire finale revient à l’Italie, qui bat en finale les États-Unis.
- 19 août : première sélection en équipe de France pour Basile Boli, à l'occasion du match Suisse-France (2-0).

## Septembre
- 24 septembre : première sélection en équipe d'Allemagne pour Jürgen Kohler, à l'occasion d'un match amical face au Danemark.

## Octobre
- 8 octobre, Championnat d'Espagne : à Santiago Bernabéu, le Real Madrid et le FC Barcelone font match nul un but partout.

## Novembre
- 6 novembre : Sir Alex Ferguson devient le nouvel entraîneur de Manchester United.
- Ballon d'or : Classement du Ballon d'or 1986 révélé :

1. Igor Belanov (Dynamo Kiev)  Union soviétique 84
2. Gary Lineker (FC Barcelone)  Angleterre 62
3. Emilio Butragueño (Real Madrid)  Espagne 59
4. Manuel Amoros (AS Monaco)  France 22

## Naissances
Plus d'informations : Liste d'acteurs du football nés en 1986.
- 4 janvier : Younès Kaboul, footballeur français.
- 8 janvier : David Silva, footballeur espagnol.
- 18 janvier : Senad Lulić, footballeur bosnien.
- 1er février : Johan Vonlanthen, footballeur suisse.
- 10 février : Radamel Falcao, footballeur colombien.
- 15 février : Valeri Bojinov, footballeur bulgare.
- 17 mars : Edin Džeko, footballeur bosnien.
- 22 mars : Sinan Özkan, footballeur turc.
- 23 mars : Frédéric Sammaritano, footballeur français.
- 30 mars : Sergio Ramos, footballeur espagnol.
- 2 avril : Ibrahim Afellay, footballeur néerlandais.
- 10 avril : Fernando Gago, footballeur argentin.
- 10 avril : Vincent Kompany, footballeur belge.
- 11 mai : Abou Diaby, footballeur français.
- 25 mai : Yoan Gouffran, footballeur français.
- 13 juin : Keisuke Honda, footballeur japonais.
- 16 juin : Urby Emanuelson, footballeur néerlandais.
- 3 juillet : Óscar Ustari, footballeur argentin.
- 11 juillet : Yoann Gourcuff, footballeur français.
- 7 août : Valter Birsa, footballeur slovène.
- 12 septembre : Yuto Nagatomo, footballeur japonais.
- 30 septembre : Olivier Giroud, footballeur français.
- 10 octobre : Ezequiel Garay, footballeur argentin.
- 16 octobre : Fouad Chafik, footballeur marocain.
- 17 novembre : Nani, footballeur portugais.
- 24 novembre : Pedro León Sánchez Gil, footballeur espagnol
- 19 décembre : Ryan Babel, footballeur néerlandais.
- 26 décembre : Hugo Lloris, footballeur français.
- 14 janvier  : Yohan Cabaye, footballeur français.
- 26 septembre  : Stephane Ruffier, footballeur français.
- 2 septembre  : Rafik Halliche, footballeur algérien.
- 25 avril  : Raïs M'Bolhi, footballeur algérien.
- 27 mars  : Manuel Neuer, footballeur allemand.
- 8 septembre  : João Moutinho, footballeur portugais.
- 24 janvier  : Vieirinha, footballeur portugais.
- 11 mai  : Miguel Veloso, footballeur portugais.
- 15 octobre  : Nolito, footballeur espagnol.
- 26 février  : Nacho Monreal, footballeur espagnol.
- 15 novembre  : Éder Citadin Martins, footballeur italien.
- 19 janvier  : Claudio Marchisio, footballeur italien.
- 15 février  : Gabriel Paletta, footballeur italien.
- 12 novembre  : Ignazio Abate, footballeur italien.
- 4 janvier  : James Milner, footballeur anglais.
- 15 avril  : Tom Heaton, footballeur anglais.
- 21 mai  : Mario Mandžukić, footballeur croate.
- 5 février  : Vedran Corluka, footballeur croate.
- 12 avril  : Blerim Dzemaili, footballeur suisse.
- 2 septembre  : Gelson Fernandes, footballeur suisse.
- 16 janvier  : Reto Ziegler, footballeur suisse.
- 8 avril  : Igor Akinfeïev footballeur russe.
- 4 août  : Oleg Ivanov, footballeur russe.
- 22 avril  : Viktor Faïzouline, footballeur russe.
- 16 novembre  : Aleksei Kozlov, footballeur russe.
- 3 février : David Edwards, footballeur gallois.
- 16 janvier : Milan Skoda, footballeur tchèque.
- 2 mars : Petr Jiráček, footballeur tchèque.
- 23 décembre : Balazs Dzsudzsak, footballeur hongrois.
- 19 juin : Ragnar Sigurðsson, footballeur islandais.
- 16 avril : Shinji Okazaki, footballeur japonais.
- 28 septembre : Andrés Guardado, footballeur mexicain.
- 2 novembre : Pablo Armero, footballeur colombien.
- 3 octobre : Jackson Martínez, footballeur colombien.
- 16 février : Diego Godín, footballeur uruguayen.
- 6 mars : Avdija Vršajević, footballeur bosnien.
- 25 juillet : Hulk, footballeur brésilien.
- 30 décembre : Marcelo Díaz, footballeur chilien.
- 19 décembre : Lázaros Christodoulópoulos, footballeur grec.
- 24 juin : Jean, footballeur brésilien.
- 14 octobre : Henrique, footballeur brésilien.
- 3 juillet : Ola Toivonen, footballeur suédois.
- 27 mai : Lasse Schöne, footballeur danois.
- 21 avril : Thiago Rangel Cionek, footballeur polonais.
- 8 septembre : Carlos Bacca, footballeur colombien.

## Décès
Plus d'informations : Liste d'acteurs du football morts en 1986.
- 10 janvier : décès à 73 ans d'Ernst Lehner, international allemand devenu entraîneur.
- 19 janvier : décès à 73 ans de Nikola Perlić, international yougoslave.
- 23 janvier : décès à 65 ans de Marcel Pujalte, joueur français ayant remporté le Championnat de France en 1948 devenu entraîneur.
- 28 janvier : décès à 74 ans de François Bonnet, joueur français[1].
- 30 janvier : décès à 80 ans de Gusztáv Sebes, international hongrois ayant remporté 3 Championnats de Hongrie et la Coupe de Hongrie 1932 devenu entraîneur. Il fut également sélectionneur de son pays remportant la médaille d'or aux Jeux olympiques 1952.
- 24 février : décès à 57 ans d'Alain Lachèze, joueur français[2].
- 27 février : décès à 72 ans de Pat Beasley, international anglais ayant remporté 2 Championnat d'Angleterre  devenu entraîneur.
- 2 mars : décès à 71 ans d'Ignacio Llácer, joueur espagnol ayant remporté le Championnat d'Espagne en 1944 et la Coupe d'Espagne 1942.
- 21 mars : décès à 70 ans de David Ickovitz, joueur puis entraîneur français.
- 30 mars décès à 53 ans de Pedro Estrems, joueur espagnol ayant remporté la Coupe des villes de foires en 1958, le Championnat d'Espagne en 1959 et 2 Coupe d'Espagne.
- 6 avril : décès à 84 ans de Raimundo Orsi, international argentin et italien ayant remporté la Coupe du monde 1934, la Copa América 1927, la médaille d'argent aux Jeux olympiques 1928, 3 Championnat d'Argentine et 5 Championnat d'Italie.
- 30 avril : décès à 54 ans de Jørgen Hansen, international danois ayant remporté la médaille d'argent aux Jeux olympiques 1960.
- 6 juin : décès à 90 ans de Ramón Torralba, joueur espagnol ayant remporté 5 Coupe d'Espagne.
- 1er juillet : décès à 63 ans de Jean Baratte, international français ayant remporté 2 Championnat de France et 4 Coupe de France[3].
- 13 juillet : décès à 55 ans de Jean Van Gool, joueur français[4].
- 18 juillet : décès à 91 ans de Stanley Rous, Arbitre international anglais.
- 23 juillet : décès à 88 ans d'Adolfo Baloncieri, international italien ayant remporté la médaille de bronze aux Jeux olympiques 1928 et le Championnat d'Italie 1928 devenu entraîneur.
- 1er août : décès à 51 ans de José María Vidal, international espagnol ayant remporté la Coupe des clubs champions 1960, la Coupe intercontinentale 1960, 2 Championnat d'Espagne et la Coupe d'Espagne 1962.
- 21 août : décès à 78 ans de Bata, international espagnol ayant remporté 4 Championnat d'Espagne et 4 Coupe d'Espagne.
- 31 août : décès à 63 ans de Paul Barthes, joueur français[5].
- 2 septembre : décès à 69 ans d'Otto Glória, joueur brésilien devenu entraîneur ayant remporté la CAN 1980, 5 Championnat du Portugal et 6 Coupe du Portugal. Il fut également sélectionneur du Nigéria et du Portugal.
- 6 septembre : décès à 81 ans de José Torregrosa, joueur espagnol ayant remporté le Championnat d'Espagne 1932.
- 18 octobre : décès à 54 ans de Géo Carvalho, joueur brésilien ayant remporté la Coupe d'Europe des vainqueurs de coupe 1964, le Championnat du Portugal en 1962 et la Coupe du Portugal 1963.
- 10 décembre : décès à 49 ans de Bruno Mora, international italien ayant remporté 2 Coupe des clubs champions européens, la Coupe des coupes 1968, 2 Championnat d'Italie et la Coupe d'Italie 1967 devenu entraîneur.
- 24 décembre décès à 67 ans d'Alfred Gérard, joueur français[6].
- 26 décembre : décès à 79 ans de Håkon Gundersen, international norvégien.

## Liens
- RSSSF : Tous les résultats du monde